# Řád matky
Řád matky (bělorusky Ордэн Маці) je běloruský řád založený roku 1995. Udílen je běloruským ženám, které porodily a vychovaly pět a více dětí.

## Historie
Vyznamenání bylo založeno dekretem Nejvyšší rady Běloruské republiky č. 3726-XII ze dne 13. dubna 1995. Jeho vzhled byl určen dekretem prezidenta Běloruské republiky č. 516 ze dne 6. září 1999 a dekretem prezidenta Běloruské republiky č. 288-3 ze dne 18. května 2004 byl zrušen zákon z roku 1995, řád však zůstal i nadále zachován.
Poprvé byl Řád matky udělen 14. října 1996, kdy bylo vyznamenání předáno 124 ženám s pěti a více dětmi.

## Pravidla udílení
Řád se udílí ženám, které porodily a vychovaly pět a více dětí. Udílen je v okamžiku kdy páté z dětí dosáhne věku 1 roku a pokud jsou i ostatní děti dané ženy naživu. Při udílení tohoto vyznamenání se berou v úvahu i děti, které zemřely nebo jsou nezvěstní z důvodu obrany vlasti a jejich státních zájmů, plnění občanské povinnosti záchrany lidského života, zajišťování práva a pořádku, stejně jako ty, které zemřely v důsledku zranění či nemoci za těchto okolností nebo v důsledku pracovního úrazu či nemoci z povolání.
Řád se nosí nalevo na hrudi a v přítomnosti dalších běloruských řádů je umístěn za nimi.

## Insignie
Řádový odznak má tvar devíticípé reliéfní hvězdy se středovým medailonem o průměru 40 mm. V medailonu je reliéfní vyobrazení ženy s dítětem a v pozadí jsou paprsky vycházejícího slunce. Medailon je orámován kruhem, v němž je vavřínový věnec. Zadní strana je hladká. Uprostřed je sériové číslo vyznamenání. Odznak je vyroben z postříbřeného a pozlaceného tombaku.
Odznak je připojen pomocí jednoduchého kroužku ke kovové destičce ve tvaru pětiúhelníku potažené hedvábnou stuhou z moaré. Stuha je světle modrá s tmavě modrým pruhem uprostřed.